# María Montes Payá
María Montes Payá (València, 1948) és una artista, professora i escriptora valenciana.
Formada en l'Escola d'Arts i Oficis de València, en la Superior de Reial Acadèmia de Belles Arts de Sant Carles i en la Universitat Politècnica de València, on es va doctorar el 1995 amb l'estudi Espacio-tiempo y simbología en la obra de Goya. Ha exercit com a professora en la Facultat de Belles Arts de la UPV des del 1990 fins al 2013.

## Biografia
En la dècada de 1970 va integrar-se en l'incipient moviment de cinema independent valencià, com a actriu, realitzadora i directora, amb curtmetratges com D’una matinada (1972).
Va realitzar la primera exposició pictòrica individual el 1975 al Col·legi d’Arquitectes de València i va participar en exposicions col·lectives com “Els altres ‘75 anys de pintura valenciana’” (València, 1976), organitzada pel col·lectiu pintors del País Valencià, o “Art valencià 87. Plàstica valenciana contemporània” (Alcoi, 1987).
S'hi troben obres seues a diversos museus i institucions com el Museu d’Art Contemporani de Villafamés, la col·lecció pictòrica de l'Ajuntament de València, i la Casa de Velázquez de Madrid.
Des del 1971 ha publicat nombrosos articles, poemes i ha concedit entrevistes a diversos mitjans de comunicació. El 1990 va aconseguir el primer premio de poesia en castellà amb l’obra Versos como huellas (1997). Amb posterioritat ha publicat diverses obres en col·laboració i en solitari.

## Poesia
- Versos como huellas. Servei de Publicacions de la UPV, 1998.
- Caligrafía de lunas. Ediciones Contrabando, 2016.
- Los días. Ediciones Contrabando, 2022.